# رنك
الرنك (والجمع رنوك) مصطلح من الفارسية، يشير للشارة أو العلامة التي ترمز لأمير أو صاحب منصب أو تابع.
قد تحدد بها رتبته أو انتماؤه وترسم على ما يخصه من رداء أو أوان أو عمائر.

## أمثلة

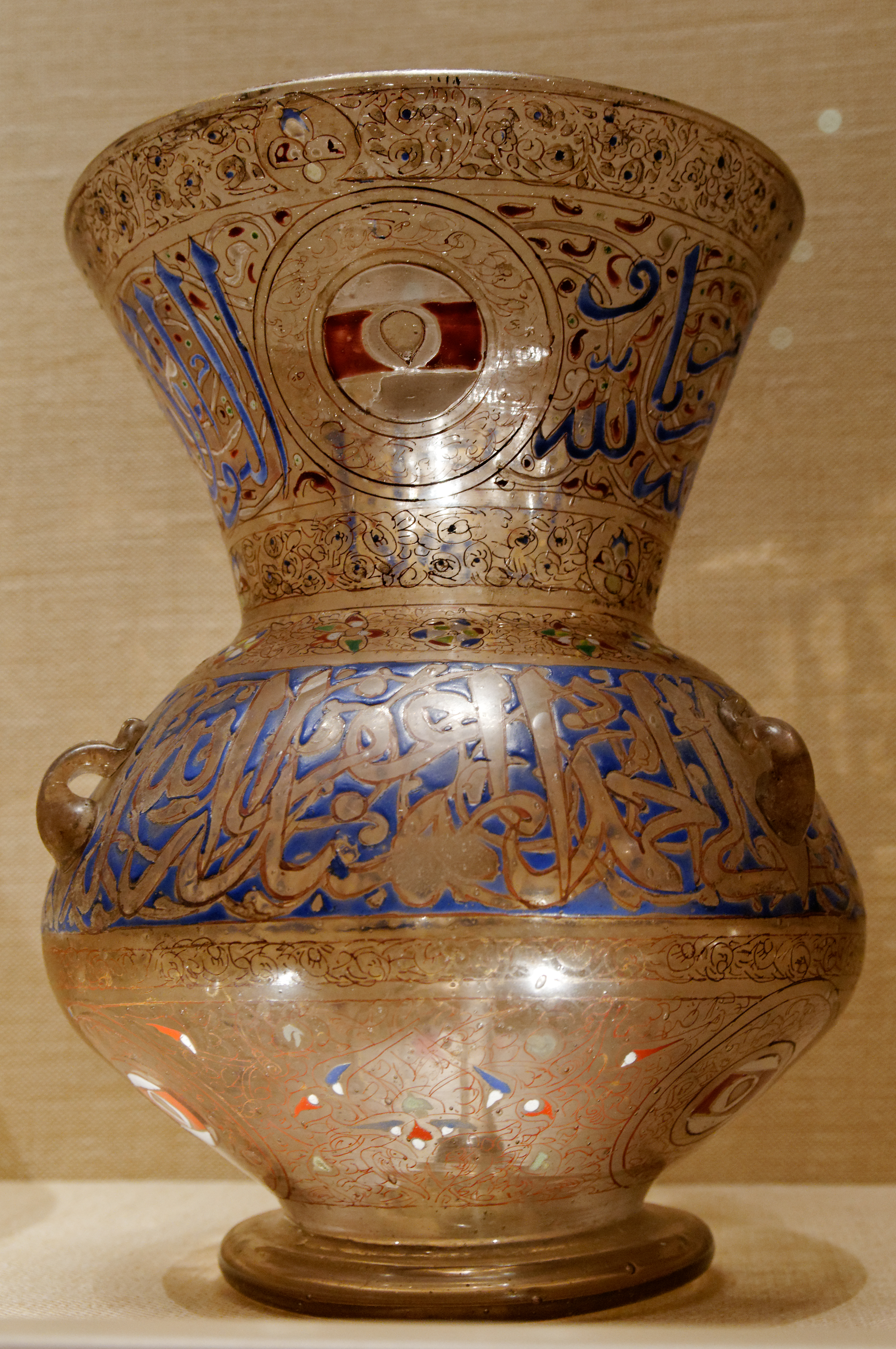
رنك الناصر محمد بن قلاوون على مشكاة مسجد
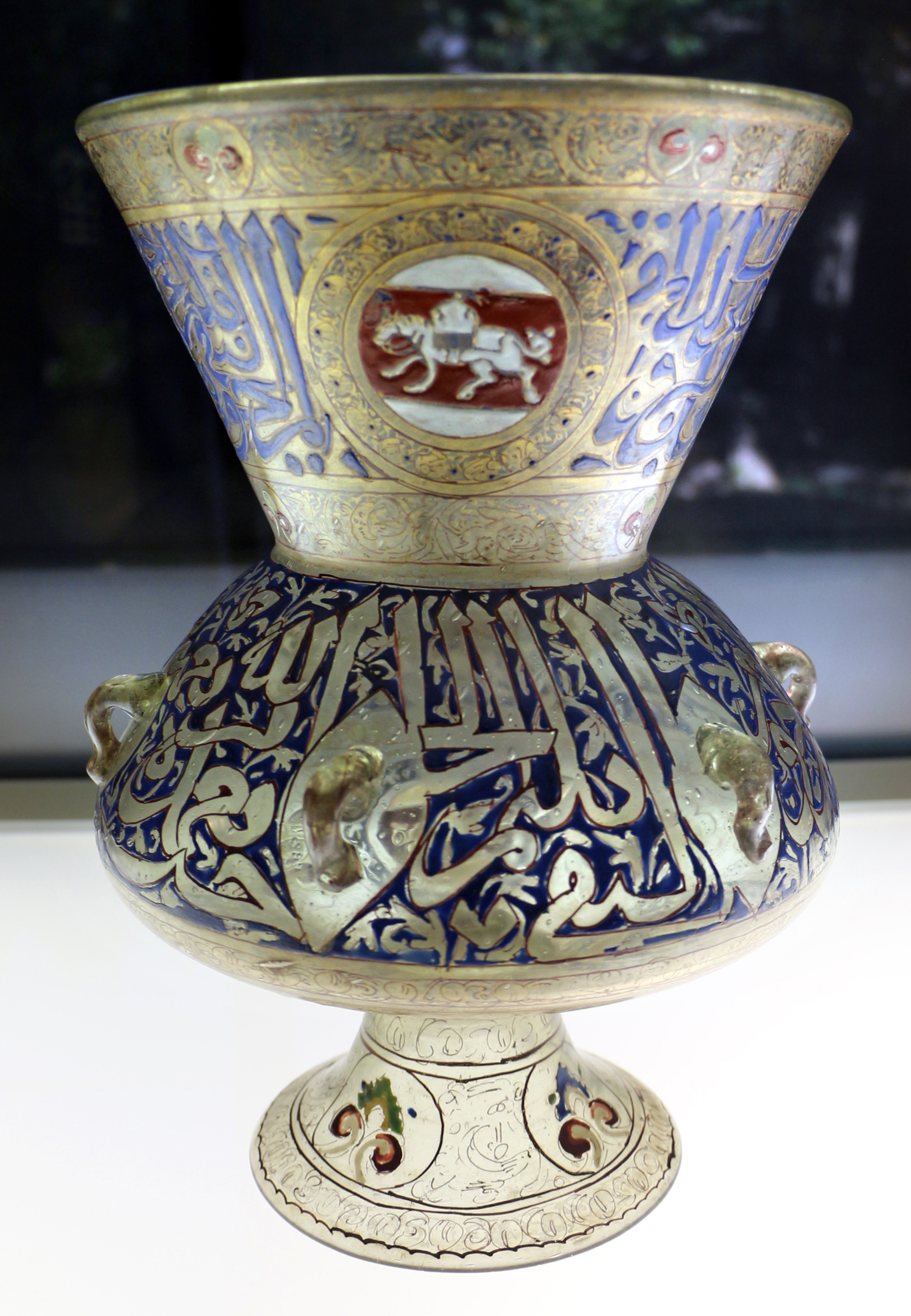
رنك مملوكي
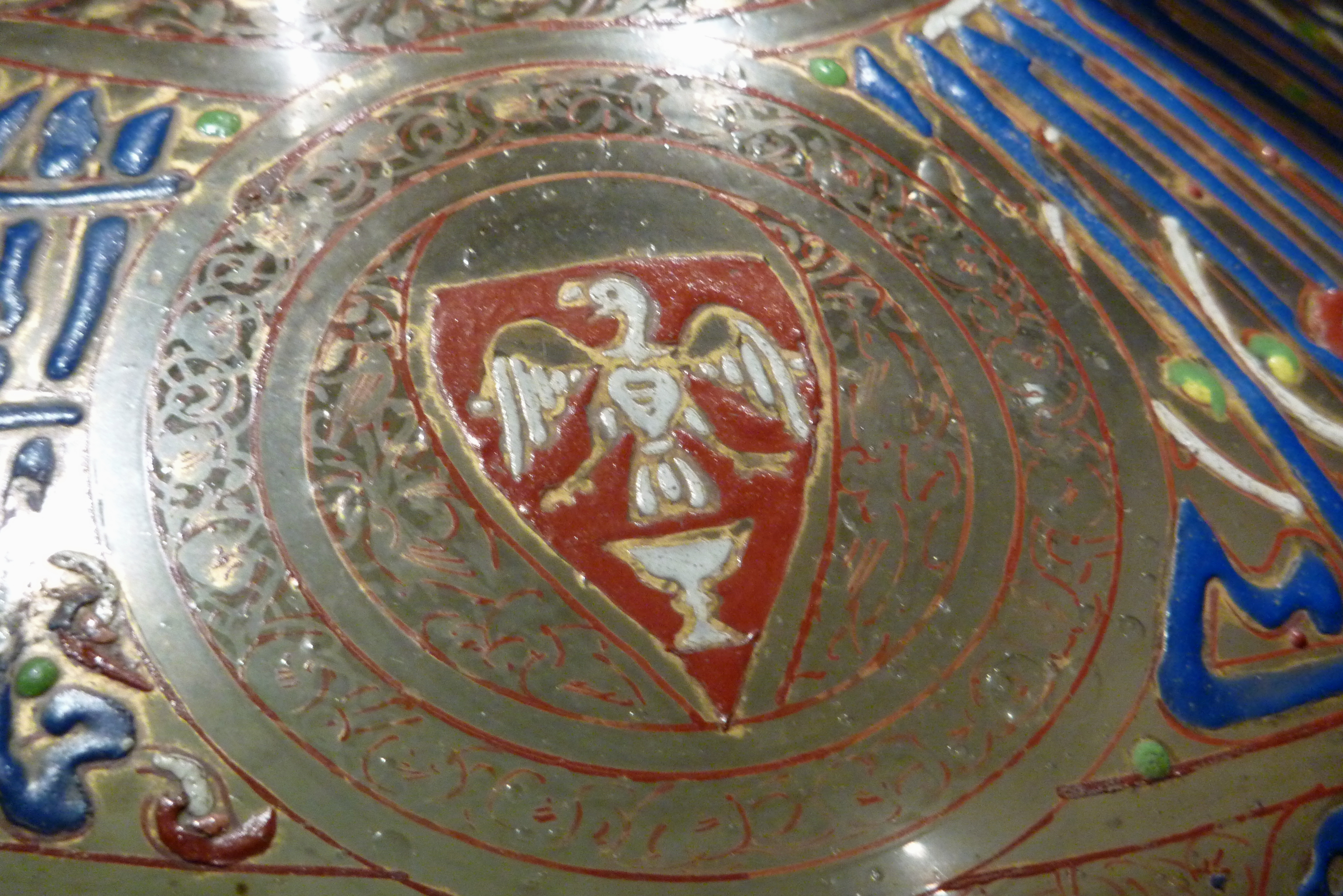
رنك الأمير طوغوز تيمور
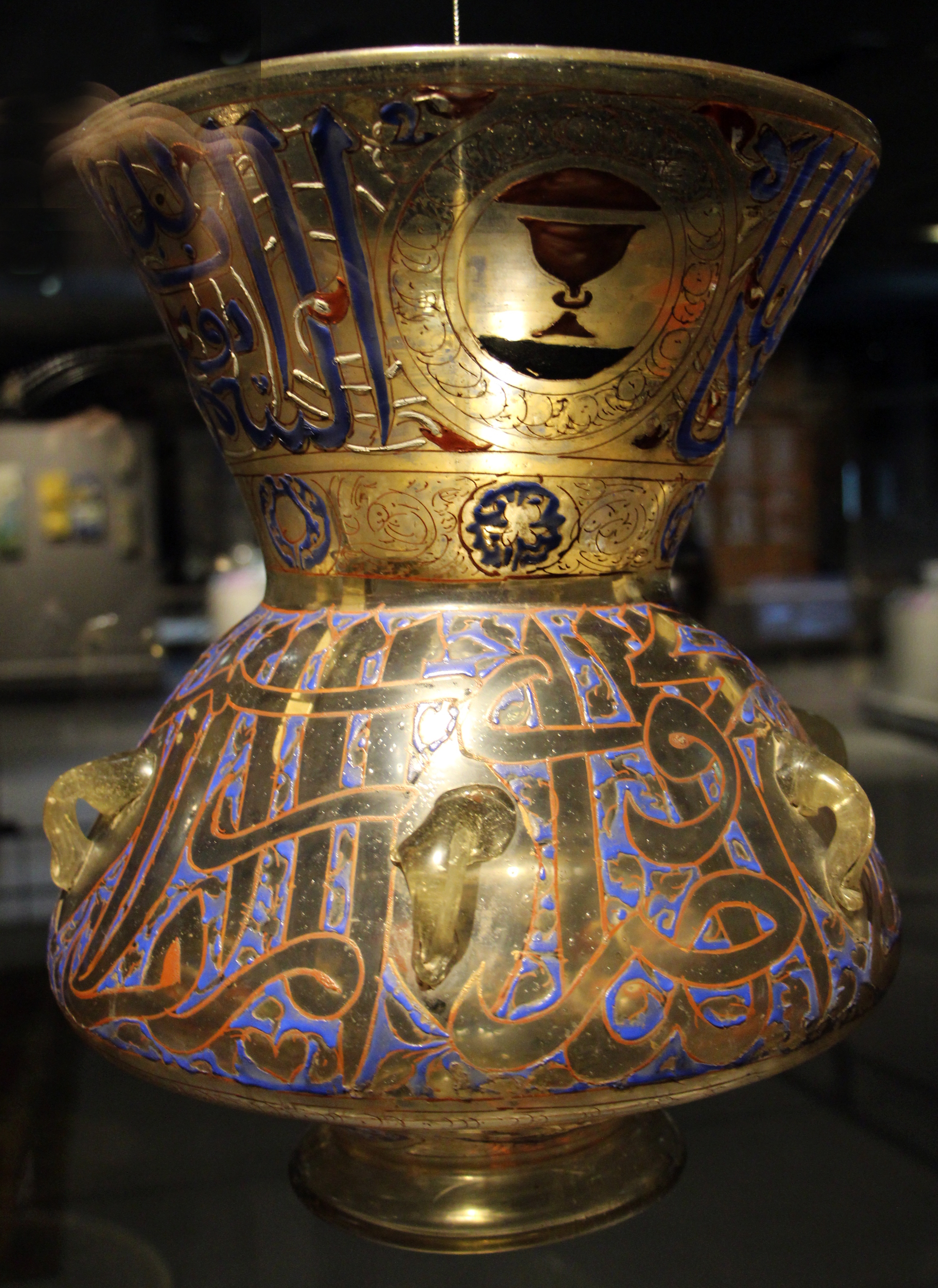
رنك الأمير شيخو